# Go Ara
Go Ara (en hangul, 고아라) (Jinju, Corea del Sur, 11 de febrero de 1990), más conocida como Ara, es una actriz y modelo surcoreana. Comenzó su carrera como actriz en el drama Sharp #1. Está afiliada con la agencia Artist Company.

## Vida personal
Go Ara nació en Jinju, Gyeongsang del Sur, Corea del Sur. Desde que era pequeña, se mudaba constantemente debido a que su padre era soldado. 
El 20 de agosto del 2020 su agencia anunció que Ara se había realizado la prueba por la pandemia de COVID-19, luego de que un actor de la serie Do Do Sol Sol La La Sol diera positivo. Un día después, el 21 de agosto del mismo año se anunció que sus resultados habían dado negativo, pero que por decisión de la actriz se mantendría en autocuarentena como medida de precaución,

## Carrera
Actualmente es miembro de la agencia "King Kong by Starship". Previamente formó parte de la agencia de talentos SM Entertainment donde empezó a formarse, junto a otros aprendices de la compañía, en las áreas de actuación, canto y baile.
En 2003, ganó un concurso de modelaje que dicha agencia celebraba. 

### Televisión
En el año 2003, Ara fue escogida para protagonizar el drama adolescente Sharp #1, donde interpretó a Lee Ok Rim, y compartió roles con Lee Eun Sung, Kim Shi Hoo, y Yoo Ah In. En el año 2005, protagonizó la segunda temporada del drama, titulado Sharp #2, y compartió roles con sus compañeros de agencia Kim Kibum y Kim Heechul.
Ara recibió críticas positivas por su actuación en Snow Flower emitido en 2006, donde trabajó junto a Kim Kibum, Kim Hee Ae, y Lee Jae Ryong. En la serie, Ara interpreta a la rebelde y ambiciosa Yoo Da Mi, personaje con el cual ganó reconocimiento en las ceremonias de premación a finales de ese año.
Dos años después, formó parte del reparto del drama Who Are You?. A pesar de la baja audiencia en Corea del Sur, la serie atrajo mucha atención a nivel internacional, lo que la posicionó en un buen lugar dentro de la llamada "Ola coreana", esto le permitió aparecer luego en el drama japonés Karei naru Spy. En el año 2009, se unió al elenco de la serie Heading to the Ground, donde compartió roles con Yunho de TVXQ.
En 2013, la popularidad de Ara llegó a su pico más alto al protagonizar la serie Reply 1994. Para caracterizar mejor a Sung Na Jung, la actriz se cortó el cabello y ganó algo de peso. A pesar de las dudas por parte del público al anunciarse su incorporación al drama, llegó a recibir elogios por su actuación cuando éste finalizó. 
En 2014, Ara se unió al actor Lee Seung Gi para protagonizar el drama policial You're All Surrounded.
El 7 de octubre de 2020 se unió al elenco principal de la serie Do Do Sol Sol La La Sol, donde dio vida a Goo Ra-ra, una pianista sencilla, inmadura y traviesa, con una risa brillante y alegre, que tiene el encanto de hacer reír a cualquiera, sin importar cuán difícil sea la situación, hasta el final de la serie el 27 de noviembre del mismo año.
En octubre de 2021 se anunció que estaba en pláticas para unirse al elenco de la película Sad Tropics.

### Cine
La primera película en la que Ara participó fue en Genghis Khan: To the Ends of the Earth and Sea', que se estrenó en Japón en marzo de 2007 y en Hong Kong en abril de 2007. En esta película interpretó a Khulan, la amante de Gengis Kan, luego de ser escogida entre más de 40 000 audiciones. La película fue exhibida en varios festivales de cine, incluyendo, en la edición de 2007 del  Festival de Cannes, en la edición 2007 del Festival Internacional de Cine de Moscú, en la quinta edición del Festival de Cine de Bangkok, en la edición 2007 del Festival de Cine Antalya Golden Orange. Su siguiente película Dance, Subaru! fue una coproducción entre Japón, Corea del Sur y China. LLegó a los cines en 2009.
En 2011, Ara participó en la película doméstica Pacemaker, y sus coprotagonistas fueron los veteranos actores Kim Myung Min y Ahn Sung-ki. En su siguiente película Papa estrenada en 2012, Ara muestra sus habilidades en el canto. Gracias a su trabajo en esa película, Ara fue nominada a Mejor nueva actriz en Baeksang Arts Awards, Grand Bell Awards, y Blue Dragon Film Awards.

### Modelaje
Desde su ingreso a la industria del entretenimiento, Ara ha sido un popular modelo de comerciales. Algunas de las marcas que ella ha promocionado son SK Telecom, Elite Uniforms, y más recientemente, cosméticos. Así mismo, se convirtió en la modelo más joven en promocionar la marca Etude House.

## Filmografía

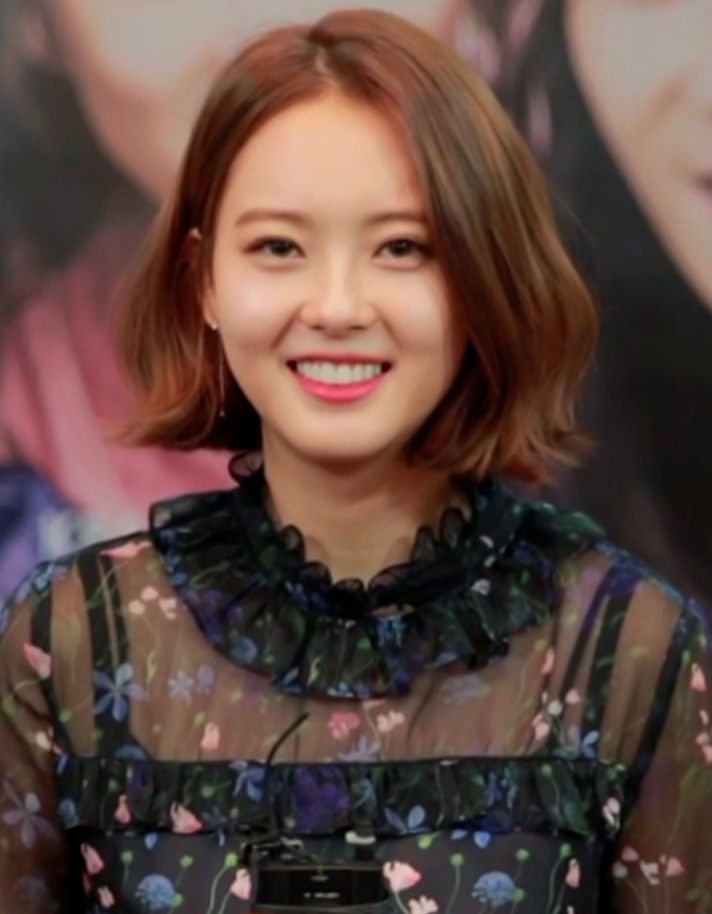
Go Ara en enero del 2017.

### Series de televisión
| Año  | Título                          | Rol              | Canal | Notas        | Ref.          |
| ---- | ------------------------------- | ---------------- | ----- | ------------ | ------------- |
| 2003 | Sharp #1                        | Lee Ok Rim       | KBS2  |              |               |
| 2005 | Sharp #2                        | Lee Ok Rim       | KBS2  |              |               |
| 2006 | Snow Flower                     | Yoo Da Mi        | SBS   |              |               |
| 2008 | Who Are You?                    | Son Young In     | MBC   |              |               |
| 2009 | Karei naru Spy                  | Shin Yoon Ah     | NTV   |              |               |
| 2009 | Heading to the Ground           | Kang Hae Bin     | MBC   |              |               |
| 2013 | Reply 1994                      | Sung Na Jung     | tvN   |              |               |
| 2014 | You're All Surrounded           | Eo Soo Sun       | SBS   |              |               |
| 2015 | Producer                        | —                | KBS2  | Cameo, ep. 8 | [ 15 ]        |
| 2016 | Hwarang: The Poet Warrior Youth | Kim Ah-ro        | KBS2  |              | [ 16 ]        |
| 2017 | Black                           | Ha Ram           | OCN   |              |               |
| 2018 | Miss Hammurabi                  | Park Cha Oh-reum | JTBC  |              |               |
| 2019 | Haechi                          | Yeo-ji           | SBS   |              |               |
| 2020 | Hospital Playlist               | Go Ara           | tvN   |              | [ 17 ]        |
| 2020 | Do Do Sol Sol La La Sol         | Goo Ra-ra        | KBS2  |              |               |
| 2025 | The Scandal of Chunhwa          | Princesa Hwa-ri  | TVING | Serie web    | [ 18 ] [ 19 ] |

### Películas
| Año  | Título                                         | Rol                   | Ref.   |
| ---- | ---------------------------------------------- | --------------------- | ------ |
| 2007 | Genghis Khan: To the Ends of the Earth and Sea | Khulan                |        |
| 2009 | Dance, Subaru!                                 | Liz Park              |        |
| 2011 | Pacemaker                                      | Yoo Ji Won            |        |
| 2012 | Papa                                           | June                  |        |
| 2015 | Detective Hong Gil-dong                        | Presidenta Hwang      | [ 20 ] |
| 2015 | Joseon Magician                                | Princesa Cheongmyeong | [ 21 ] |
| 2022 | Sad Tropics                                    |                       | [ 22 ] |

### Programas de televisión
| Año              | Título            | Nota                   | Canal                                                   | Ref.          |
| ---------------- | ----------------- | ---------------------- | ------------------------------------------------------- | ------------- |
| 2012             | Strong Heart      | Invitada (Ep. 111-112) | SBS                                                     |               |
| 2012             | Happy Together    | Invitada (Ep. 230)     | KBS2                                                    |               |
| 2014             | Three Meals a Day | Invitada (Ep. 6)       | tvN                                                     |               |
| 2019, 2013, 2012 | Running Man       | SBS                    | Invitada (Ep. 437) Invitada (Ep. 139) Invitada (Ep. 80) | [ 23 ] [ 24 ] |

### Aparición en videos musicales
| Año  | Canción                    | Artista     | Ref.   |
| ---- | -------------------------- | ----------- | ------ |
| 2004 | «Hug»                      | TVXQ        |        |
| 2006 | «La'Tale»                  | TVXQ        |        |
| 2008 | «Innocent Blue»            | Mink        |        |
| 2011 | «Before U Go»              | TVXQ        |        |
| 2011 | «Juliette» (Ver. japonesa) | SHINee      |        |
| 2015 | «A Million Pieces»         | Cho Kyuhyun | [ 25 ] |

## Discografía
- 2012: «Now» para el BSO de Papa.[26]
- 2012: «Little Girl Dreams» para el BSO de Papa.
- 2013: «Start» para el BSO de Reply 1994.[27]

## Eventos de moda
- 2005: André Kim Fashion Show, junto a Lee Wan
- 2008: André Kim Fashion Show, junto a Chu Sung-hoon
- 2008: Jill Stuart
- 2009: Lanvin F/W Collection

## Anuncios
| - 2004: Special T. - 2014: Fresh Korea. - 2004-2005: Cocktail Ice Cream Bar. - 2005: SK Ting, junto a Jang Keun Suk. - 2005: Speed 011010, junto a Rain. - 2005: HUM Clothing. - 2005-2006: Oddugi Ramen, junto a Kim Kibum y a Kim Heechul. - 2006: Miero Fiber Drink. - 2006-2007: Elite Uniforms, junto a SS501. - 2006-2007: Aillack Drink. - 2006-2007: Samsung Anycall, junto a Jung Il Woo, Lee Hyori y Jun Ji Hyun. - 2006-2008: Etude House, junto a Im Joo Hwan y Jang Keun Suk. - 2008-2009: Clride Clothing, junto a Jung Il Woo. - 2008-2009: Lover's Tea, junto a TRAX. - 2009: G-Market Clothing. | - 2009-2010: Spris Clothing, junto a Kim Bum. - 2010-2012: Bausch and Lomb. - 2011: Maxim Coffee. - 2011-2012: Canon IXUS Camera, junto a Kim Soo Hyun. - 2011-2015: Lirikos Cosmetics. - 2012: Millet, junto a Uhm Tae Woong. - 2012: Shilla Duty Free, junto a TVXQ. - 2013-2014: LG U+, junto a Jung Woo. - 2013-2014: WeMakePrice, junto a Yoo Yeon Seok, Kim Sung Kyun, Min Do Hee. - 2014: Aigle, junto a Lee Dong Wook. - 2014: Vivienne Westwood Eyewear. - 2014-2015: Korea Post - Postal Saving & Insurance. - 2014-2015: Lotte Chilsung dr&doctor. - 2014-2015: Domino's Pizza, junto a Kim Woo Bin. - 2015: BestiBelli. |

## Premios y nominaciones
| Año  | Premiación                                    | Categoría                                        | Trabajo Nominado      | Resultado |
| ---- | --------------------------------------------- | ------------------------------------------------ | --------------------- | --------- |
| 2003 | SM Entertainment's 5th Anniversary Teen Model | —                                                | —                     | Ganadora  |
| 2004 | KBS Drama Awards                              | Mejor actriz juvenil                             | Sharp #1              | Ganadora  |
| 2006 | SBS Drama Awards                              | Nueva estrella                                   | Snow Flower           | Ganadora  |
| 2007 | 43rd Baeksang Arts Awards                     | Mejor nueva actriz (TV)                          | Snow Flower           | Ganadora  |
| 2007 | Mnet 20's Choice Awards                       | Barbie Girl                                      | Ella misma            | Ganadora  |
| 2007 | André Kim Best Star Awards                    | Nueva estrella                                   | Ella misma            | Ganadora  |
| 2008 | André Kim Best Star Awards                    | Modelo de año                                    | Ella misma            | Ganadora  |
| 2008 | MBC Drama Awards                              | Mejor nueva actriz                               | Who Are You?          | Nominada  |
| 2010 | 46th Baeksang Arts Awards                     | Actriz más popular (TV)                          | Heading to the Ground | Nominada  |
| 2012 | 48th Baeksang Arts Awards                     | Mejor nueva actriz (Película)                    | Papa                  | Nominada  |
| 2012 | 21st Buil Film Awards                         | Mejor nueva actriz                               | Papa                  | Nominada  |
| 2012 | 49th Grand Bell Awards                        | Mejor nueva actriz                               | Pacemaker             | Nominada  |
| 2012 | 33rd Blue Dragon Film Awards                  | Mejor nueva actriz                               | Papa                  | Nominada  |
| 2014 | 50th Baeksang Arts Awards                     | Mejor actriz (TV)                                | Reply 1994            | Nominada  |
| 2014 | 50th Baeksang Arts Awards                     | Actriz más popular (TV)                          | Reply 1994            | Nominada  |
| 2014 | 7th Style Icon Awards                         | Top 10 Íconos de estilo                          | Ella misma            | Ganadora  |
| 2014 | 3rd APAN Star Awards                          | Premio a la excelencia, Actriz en Miniseries     | Reply 1994            | Nominada  |
| 2014 | SBS Drama Awards                              | Premio a la excelencia, Actriz en Drama Especial | You're All Surrounded | Nominada  |
| 2018 | 6th APAN Star Award                           | Excellence Award, Actress in a Miniseries        | Miss Hammurabi        | Nominada  |